# Sant'Eustachio (rione di Roma)
Sant'Eustachio è l'ottavo rione di Roma, indicato con R. VIII.
Prende il nome dalla basilica di Sant'Eustachio.

## Geografia fisica

### Territorio
Il rione confina con:
- Campo Marzio: via dei Portoghesi, via della Stelletta, piazza e via di Campo Marzio
- Colonna: via e piazza della Maddalena, via del Pantheon, piazza della Rotonda
- Pigna: via della Rotonda, piazza santa Chiara, via di Torre Argentina, largo di Torre Argentina
- Sant'Angelo: largo Arenula, via di sant'Elena, via in Publicolis, via di Santa Maria del Pianto
- Regola: via Arenula, piazza Benedetto Cairoli, via dei Giubbonari
- Parione: via dei Chiavari, piazza dei Satiri, largo Pallaro, largo dei Chiavari, corso Rinascimento, piazza delle Cinque Lune
- Ponte: piazza sant'Agostino, via dei Pianellari

## Storia

### Stemma
Testa di cervo d'oro (simbolo del santo omonimo del rione) con il busto di Cristo in campo rosso.

### Piano regolatore
Nel 1925 fu deliberata una "variante del piano regolatore di Roma, che imponeva la risistemazione urbanistica di una larga zona all’interno del rione Sant'Eustachio: l'area interessata, su via della Dogana vecchia e piazza Sant'Eustachio, sarebbe stata liberata dall'ingombrante sagoma dei palazzi del Senato per un totale di 1200 mq, consentendo di aprire un ampio spazio nell'angusta area antistante palazzo Giustiniani e la salita de' Crescenzi. Il piano prevedeva che la facciata del palazzo del Senato di via della Dogana vecchia arretrasse di venti metri, a fine lavori ridotti a sedici, con una consistente diminuzione degli ambienti destinati a uffici e lo smantellamento della tipografia ivi collocata".
L'intervento di risistemazione edilizia ebbe luogo a partire dal 1926, per concludersi nel 1930.

## Monumenti e luoghi d'interesse

### Architetture civili
- Palazzo Baldassini, su via delle Coppelle.
- Palazzetto del Burcardo, su via del Sudario.

Sede, fino al febbraio 2017, della biblioteca e museo teatrale del Burcardo.
- Palazzo Giustiniani, su via della Dogana Vecchia.
- Palazzo Stati Cenci alla Dogana, oggi Palazzo Maccarani Stati, su piazza di S. Eustachio.
- Palazzo Madama, su piazza Madama.

Sede del Senato della Repubblica.
- Palazzo Baldinotti Carpegna, su corso del Rinascimento.
- Palazzo Mazzetti di Pietralata, su piazza Rondanini.
- Palazzo Lante, su piazza dei Caprettari. Edificio del XVI secolo.

Progetto dell'architetto Giuliano da Sangallo, realizzazione dell'architetto Nanni di Baccio Bigio.
- Palazzo Patrizi Montoro, su piazza di San Luigi de' Francesi.
- Palazzetto di Tizio di Spoleto, su piazza di S. Eustachio. Edificio istoriato del XVI secolo.

Edificio a due piani con marcapiani decorati a stucco, finestre protobarocche con architrave, festoni e volute, presenta una facciata con affreschi di Federico Zuccari.
- Palazzo Vidoni Caffarelli, su corso Vittorio Emanuele II.
- Palazzo della Sapienza, su corso del Rinascimento.

Sede dell'Archivio di Stato di Roma.
- Teatro Valle, su via del Teatro Valle.
- Palazzo Melchiorri Aldobrandini, tra via della Rotonda, via di Sant'Eustachio e via della Palombella.

### Architetture religiose
- Basilica di Sant'Eustachio
- Basilica di Sant'Agostino in Campo Marzio
- Basilica di Sant'Andrea della Valle

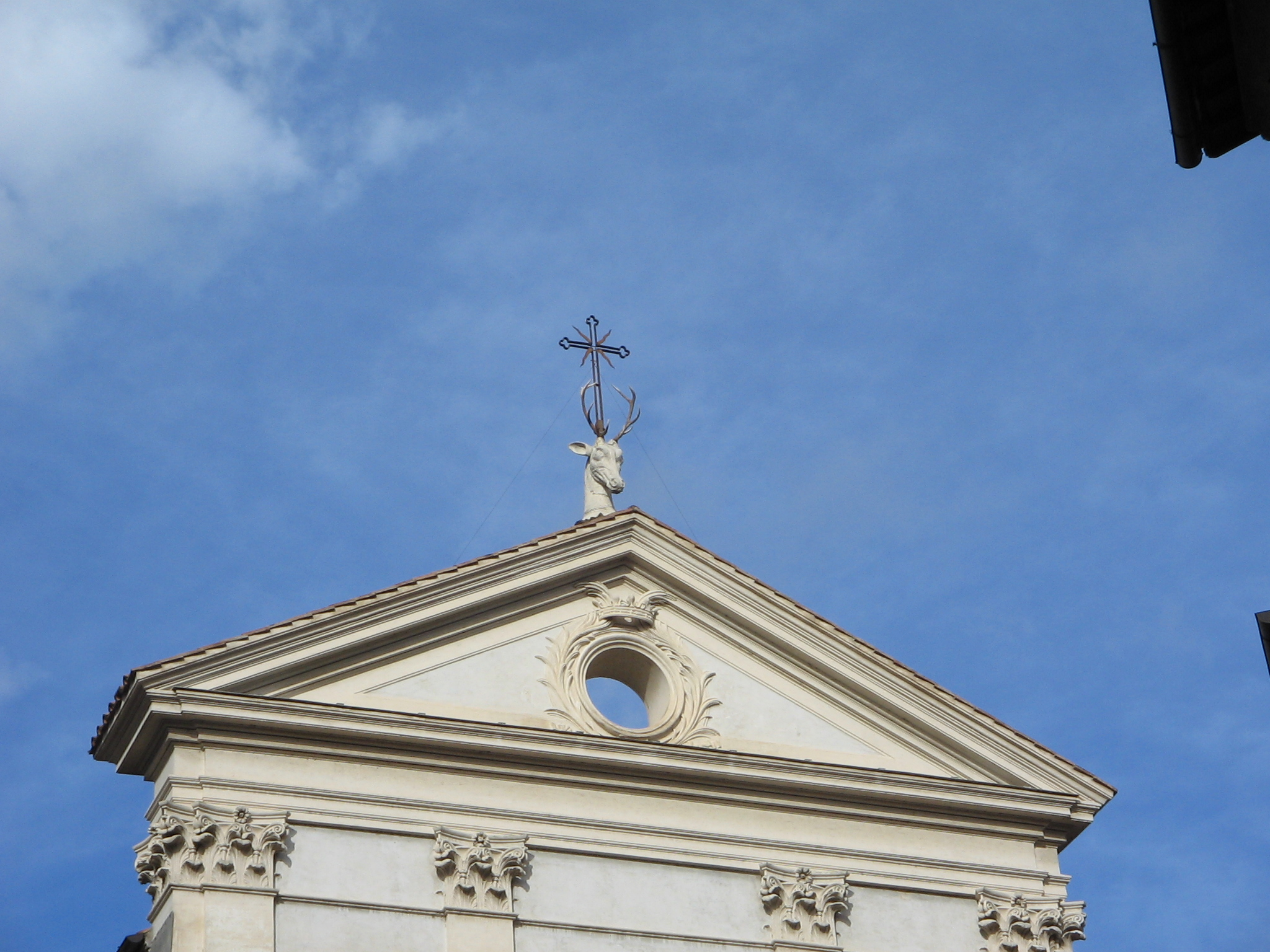
Il timpano della chiesa con la testa del cervo

- Chiesa dei Santi Benedetto e Scolastica all'Argentina
- Chiesa di Sant'Ivo alla Sapienza
- Chiesa di San Luigi dei Francesi
- Chiesa di San Salvatore alle Coppelle
- Chiesa del Santissimo Sudario dei Piemontesi
- Chiesa di San Giuliano dei Fiamminghi
- Chiesa di Gesù Nazareno
- Chiesa di Santa Maria in Monterone
- Chiesa di San Carlo ai Catinari
- Chiesa evangelica battista di via del Teatro Valle

Scomparse
- Chiesa dei Santi Cosma e Damiano de Monte Granato
- Chiesa di Sant'Anna dei Falegnami
- Chiesa di Sant'Elena dei Credenzieri
- Chiesa di San Salvatore in Thermis

### Altro

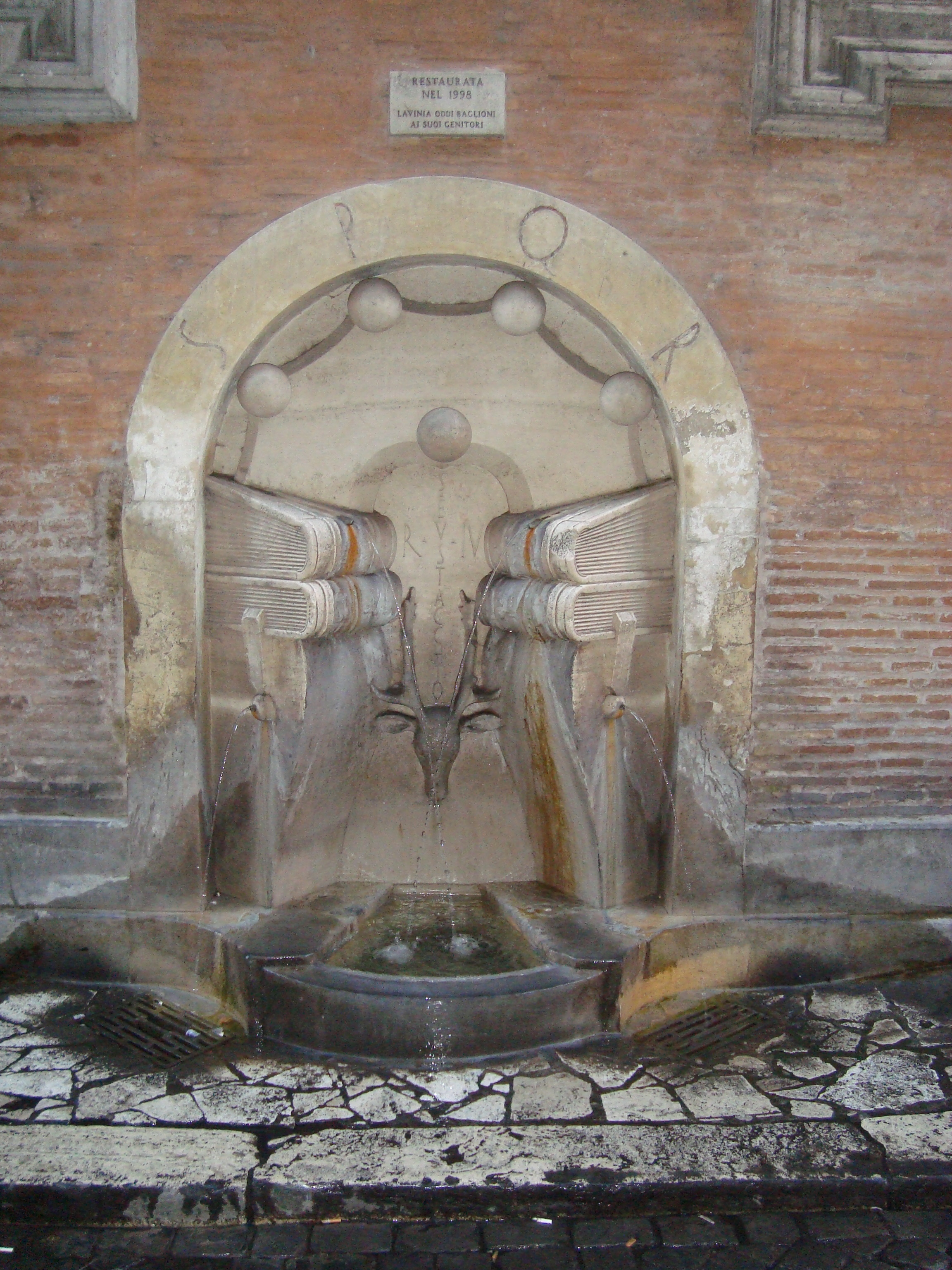
Fontana di Libri

- Abate Luigi, uno dei componenti della Congrega degli Arguti
- Fontana dei Libri, di Pietro Lombardi.

## Geografia antropica

### Piazze
- Piazza Sant'Agostino
- Largo Arenula
- Piazza B.Cairoli
- Piazza in Campo Marzio
- Piazza dei Caprettari
- Piazza e passetto delle Cinque Lune
- Piazza delle Coppelle
- Largo del Costituente
- Piazza Sant'Eustachio
- Piazza Madama
- Piazza Rondanini
- Piazza della Rotonda
- Piazza di Sant'Andrea della Valle
- Piazza di Santa Chiara
- Piazza di San Luigi dei Francesi
- Largo della Sapienza
- Largo del Teatro Valle
- Piazza Vidoni

### Strade
- Corso del Rinascimento
- Corso Vittorio Emanuele II
- Via Arenula
- Via de' Barbieri
- Via G. Borgi
- Via de' Chiavari
- Vicolo de' Chiodaroli
- Via delle Coppelle
- Vicolo delle Coppelle
- Salita de' Crescenzi
- Via della Dogana Vecchia
- Via de' Giubbonari
- Via Giustiniani
- Via della Maddalena
- Via del Melone
- Via del Monte della Farina
- Via Monterone
- Via de' Nari
- Via del Pantheon
- Via de' Pianellari
- Via de' Portoghesi
- Via del Pozzo delle Cornacchie
- Via del Redentore
- Via della Rosetta
- Via della Rotonda
- Via di S. Agostino
- Via di S. Anna
- Via di S. Eustachio
- Vicolo della Vaccarella
- Via di S. Giovanna D'Arco
- Via della Scrofa
- Via de' Sediari
- Vicolo Sinibaldi
- Via degli Spagnoli
- Via degli Staderari
- Via della Stelletta
- Via del Sudario
- Via del Teatro Valle
- Via di Torre Argentina
- Vicolo della Vaccarella
- Via della Palombella

Strade scomparse
- Vicolo dell'Abate Luigi
- Vicolo de' Boccamazzi
- Via delle Cinque Lune
- Vicolo del Pino
- Vicolo del Pinacolo
- Via della Sapienza
- Via della Valle